# Charlotte Rud
Charlotte Schrøder Rud (født 30. juni 1906 i Askov, død 4. maj 1993) var en dansk højskoleforstander.
Charlotte Rud voksede op på Askov Højskole, som barn af stedets forstanderpar, og fulgte i slægtens spor at gå i højskolens tjeneste.
Charlotte Ruds egen håndarbejdsuddannelse var sammenstykket af kurser og privat undervisning, som var almindeligt på den tid. Hun lærte som lille at kniple af kokkepigen på Askov Højskole. Som ung var hun elev på en husholdningsskole i Hillerød, men interesserede sig mest for knipleundervisningen, og i sommeren 1925 var hun kniplingslærer på Frederiksborg Højskole. Fra 1931 underviste Charlotte Rud i broderi og knipling hjemme på Askov Højskole. I København fik hun knipleundervisning på Tegne- og Kunstindustriskolen for Kvinder og privatundervisning i broderi hos Margrete Drejer. 1952-62 var Charlotte Rud sammen med sin mand Bo Rud forstander på Den danske Husflidshøjskole, de sidste par år ledede hun højskolen alene. I 1989 udgav Charlotte Rud Knipling efter tegning 2 og hun modtog N.C. Roms guldmedalje med bånd 1987.
Charlotte Rud er begravet ved Askov Kirke.